# Erisma japura
Erisma japura är en tvåhjärtbladig växtart som beskrevs av Richard Spruce och Johannes Eugen ius Bülow Warming. Erisma japura ingår i släktet Erisma och familjen Vochysiaceae. Inga underarter finns listade i Catalogue of Life.